# John Sveinsson
Pour les articles homonymes, voir Sveinsson.
John Lunde Sveinsson, né le 29 janvier 1922 et mort le 14 janvier 2009, est un footballeur puis entraîneur norvégien. Il évolue au poste d'attaquant et réalise l'intégralité de sa carrière dans le club du Lyn Oslo.

## Biographie
John Sveinsson remporte deux Coupes de Norvège avec le club du Lyn Oslo.
Il reçoit trois sélections en équipe de Norvège. Il joue son premier match en équipe nationale le 21 octobre 1945, en amical contre la Suède. À Solna, les Norvégiens s'inclinent sur le lourd score de 10-0.
Il joue ensuite contre la Yougoslavie et l'Angleterre. Il inscrit un but contre les Anglais, toutefois ce match n'est pas reconnu par la FIFA.
Il devient, après sa carrière de joueur, l'entraîneur de son club de cœur, le Lyn Oslo.

## Matchs en sélection nationale
| Matchs internationaux de John Sveinsson | Matchs internationaux de John Sveinsson | Matchs internationaux de John Sveinsson | Matchs internationaux de John Sveinsson | Matchs internationaux de John Sveinsson | Matchs internationaux de John Sveinsson | Matchs internationaux de John Sveinsson |
| 0                                       | Date                                    | Lieu                                    | Adversaire                              | Résultats                               | Compétitions                            |                                         |
| --------------------------------------- | --------------------------------------- | --------------------------------------- | --------------------------------------- | --------------------------------------- | --------------------------------------- | --------------------------------------- |
| 1                                       | 21 octobre 1945                         | Solna, Suède                            | Suède                                   | 0-10                                    | Match amical                            |                                         |
| 2                                       | 5 novembre 1950                         | Belgrade, Yougoslavie                   | Yougoslavie                             | 0-4                                     | Match amical                            |                                         |
| 3                                       | 15 mai 1951                             | Middlesbrough, Grande-Bretagne          | Angleterre                              | 1-2                                     | Match amical                            |                                         |

## Palmarès
- Vainqueur de la Coupe de Norvège en 1945 et 1946 avec le Lyn Oslo
- Meilleur buteur du championnat lors de la saison 1951 avec 19 buts